# اندالاماسینا وینتا
اندالاماسینا وینتا (به لاتین: Andalamasina Vineta) یک سکونتگاه مسکونی در ماداگاسکار است که در آتسیمو-آندرفانا واقع شده‌است.

## خصوصیات
اندالاماسینا وینتا ۴٬۰۰۰ نفر جمعیت دارد و ۴۴۰ متر بالاتر از سطح دریا واقع شده‌است.